# Béziers
Béziers [bezje], okzitanisch Besièrs [bezjɛs], ist eine südfranzösische Stadt und eine Gemeinde mit 80.815 Einwohnern (Stand 1. Januar 2022) im Département Hérault in der Region Okzitanien.

## Lage und Klima
Béziers liegt am Fluss Orb und dem Canal du Midi nahe der südlichen Ausläufer des Zentralmassivs auf einem Plateau über der Küstenebene des südwestlichen Languedoc. Béziers liegt 14 Kilometer vom Mittelmeer entfernt. Das Klima ist mild bis warm; Regen (ca. 650 Millimeter pro Jahr) fällt mit Ausnahme der Sommermonate über das Jahr verteilt.

## Bevölkerungsentwicklung
| Jahr                       | 1800   | 1851   | 1901   | 1954   | 1999   | 2017   | 2021   |
| Einwohner                  | 14.535 | 19.333 | 52.310 | 64.929 | 69.153 | 77.177 | 80.341 |
| Quellen: Cassini und INSEE |        |        |        |        |        |        |        |

Infolge der Reblauskrise im Weinbau, der Mechanisierung der Landwirtschaft, der Aufgabe bäuerlicher Kleinbetriebe und des daraus resultierenden geringeren Arbeitskräftebedarfs in den Gemeinden des Umlands ist die Bevölkerung der Stadt seit Beginn des 20. Jahrhunderts durch Zuzug kontinuierlich gewachsen; hinzu kamen Einwanderer insbesondere aus den Maghrebstaaten.

## Geschichte

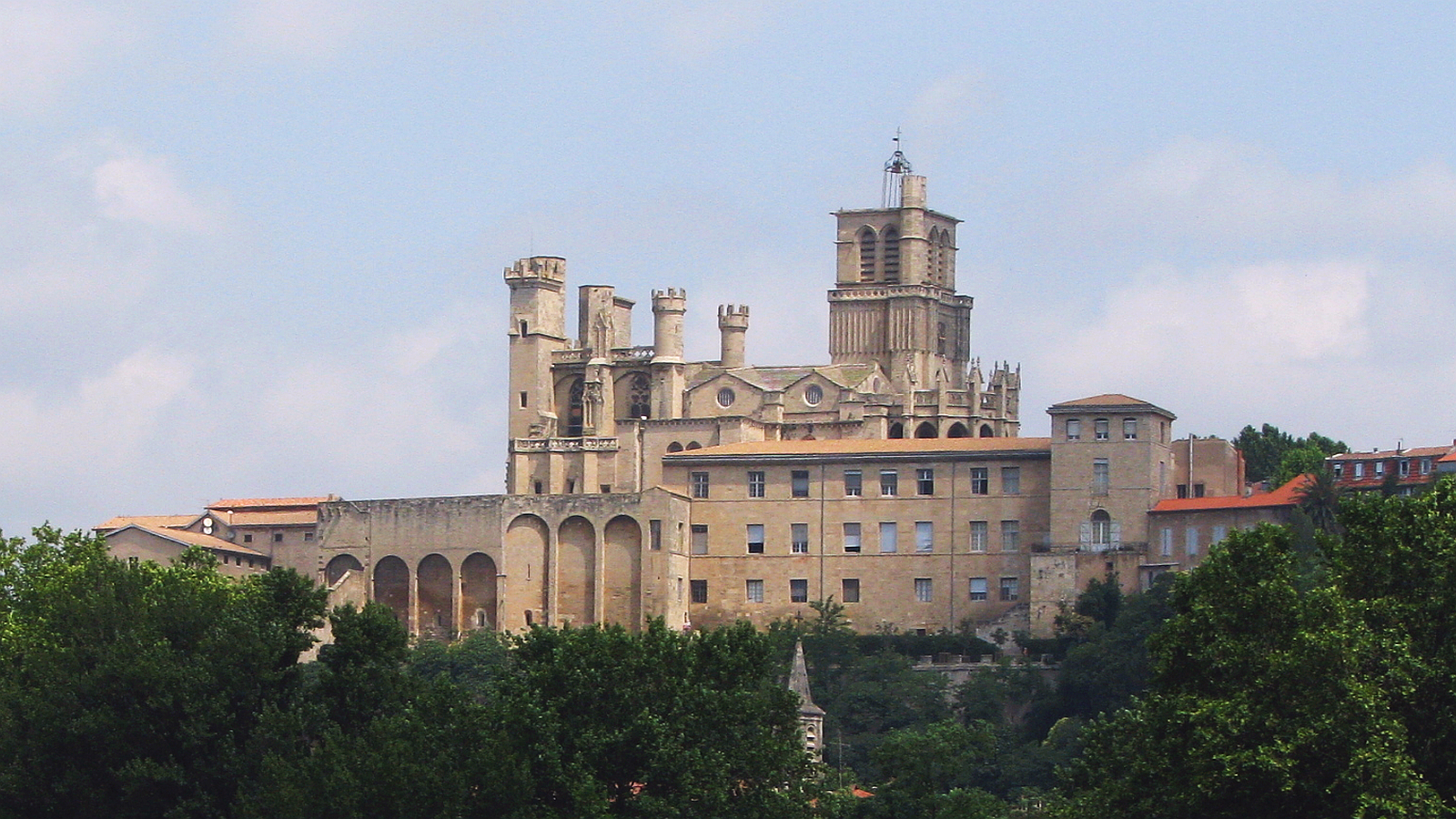
Kathedrale Saint-Nazaire

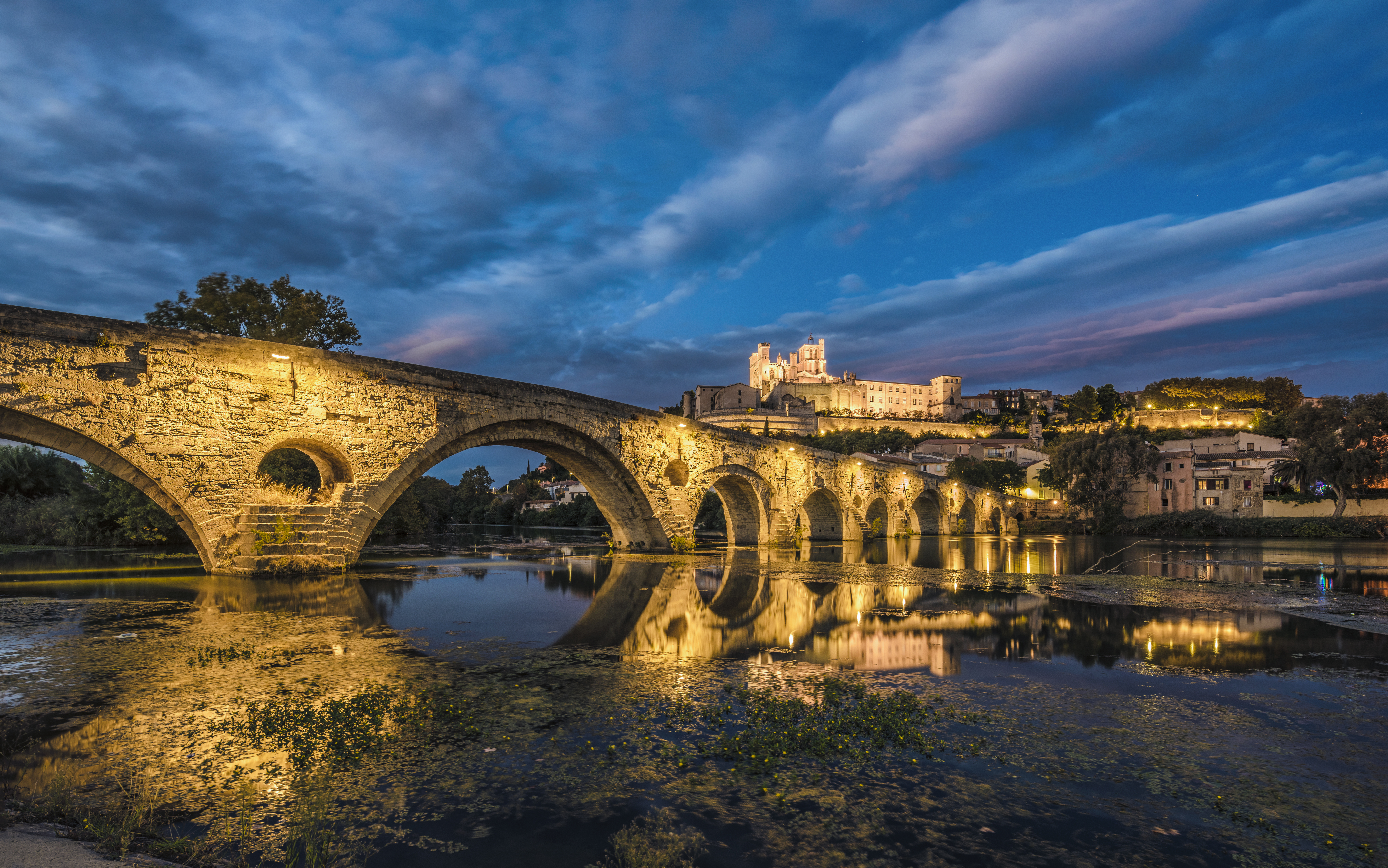
Pont Vieux und Kathedrale Saint-Nazaire

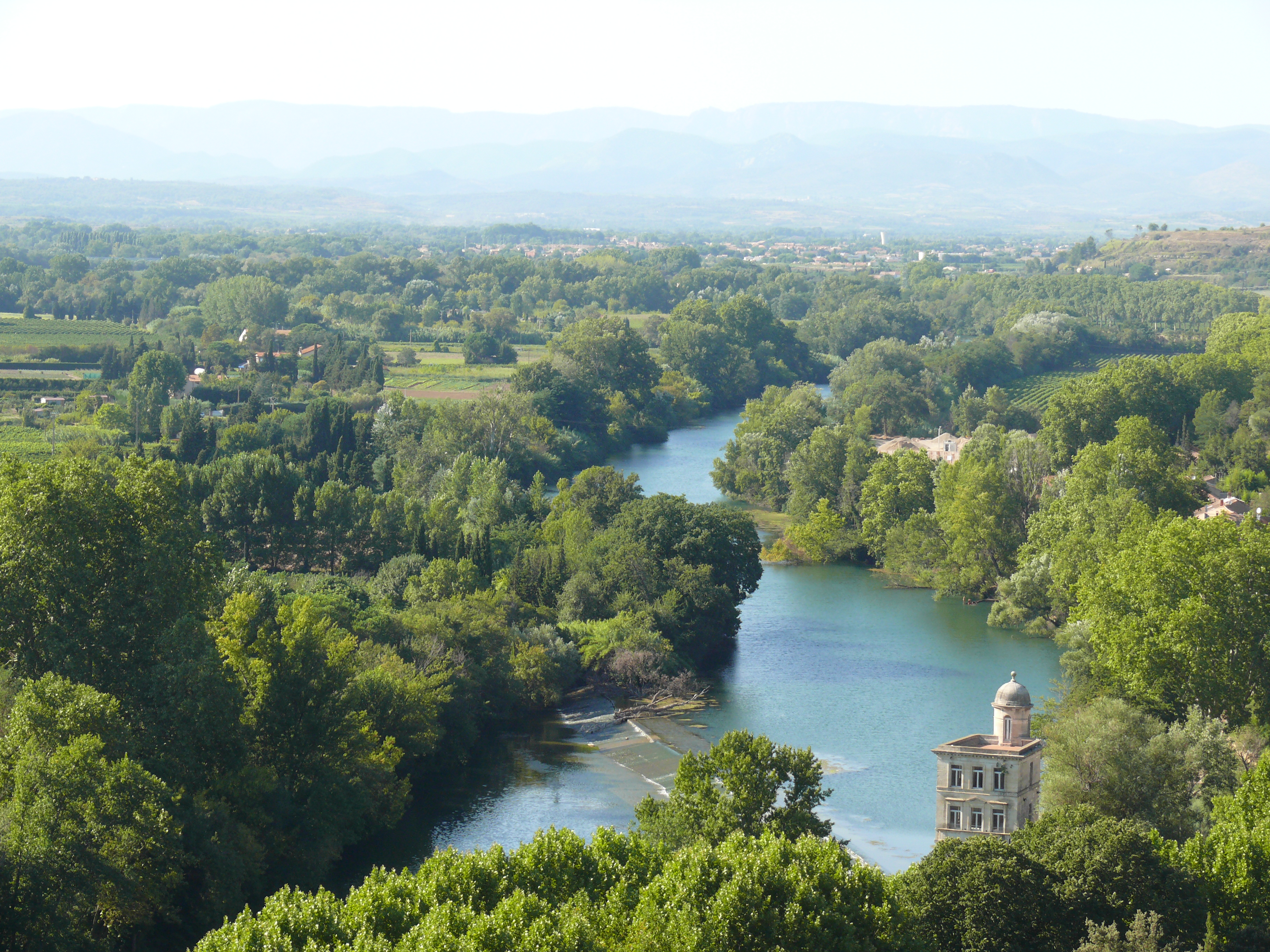
Blick von Béziers auf den Fluss Orb

### Antike
Das Gebiet des heutigen Béziers wurde spätestens um 750 bis 650 v. Chr. besiedelt; es ist also eine sehr alte Stadt Galliens. Der im 4. Jahrhundert n. Chr. lebende lateinische Dichter Avienus bezeugt, dass der vorrömische Name des Ortes Besara gelautet habe. Zuerst von Iberern bewohnt, wurde die Siedlung Mitte des 3. Jahrhunderts v. Chr. vom etwa zu dieser Zeit in Gallien eingefallenen keltischen Volksstamm der Volcae besetzt, zu dessen Oppida sie seither zählte.
Ab etwa 119 v. Chr. gehörte der Ort als Baeterrae (auch Biterrae oder Civitas Biterrensium genannt) zur römischen Provinz Gallia Narbonensis. Octavian (Augustus) machte das an der Italien mit Spanien verbindenden Via Domitia gelegene Baeterrae in den Jahren 36/35 v. Chr. zu einer römischen Kolonie, die den Namen Colonia Urbs Iulia Septimanorum Baeterrae erhielt. Der Namensbestandteil Septimanorum bezieht sich darauf, dass die Kolonie mit Veteranen aus der 7. Legion Caesars bevölkert wurde. Zugeteilt waren die Kolonisten laut Inschriften der Tribus Pupinia. Unter Kaiser Augustus, wie sich Octavian seit 27 v. Chr. nannte, nahm Baeterrae einen bedeutenden Aufschwung und prosperierte in der gesamten frühen Kaiserzeit. Seinen Wohlstand verdankte es u. a. der einträglichen Agrarwirtschaft seines reichen Umlandes, der Nähe der Häfen Narbo (heute Narbonne) und Agatha (heute Agde) sowie dem Handel. In der Umgebung der Stadt gab es laut Plinius dem Älteren guten Wein.
Im Jahr 276 n. Chr. verwüsteten Germanenstämme die Stadt, die danach neu befestigt wurde. Durch eine Verwaltungsreform Kaiser Diokletians kam sie zur Provinz Narbonensis I, die aus der Teilung der früheren Provinz Gallia Narbonensis hervorgegangen war. Aus dem 4. Jahrhundert stammt der Schatz von Béziers.
Etwa ein Jahrhundert nach dem Einzug des christlichen Glaubens in der Stadt fand hier 356 n. Chr. die erste Synode statt; sie richtete sich gegen die Arianer. Bischöfe von Béziers gab es vom 5. Jahrhundert bis 1790 bzw. 1801.
Vandalen plünderten Béziers um 409; um 413 übernahmen es die Westgoten zusammen mit Narbonne und behielten es bis zum Untergang ihres Reiches.

### Mittelalter
Um 720 fiel Béziers in die Hände der Sarazenen, die sich dort bis zum Jahr 733 behaupteten. Die Franken unter Karl Martell eroberten und zerstörten es, damit sich die Mauren nicht erneut darin festsetzen konnten. Es wurde jedoch wieder aufgebaut, und im Jahr 752 bemächtigte sich Pippin der Jüngere der Stadt und der ganzen Provinz Septimanien.
Die seit dem 8. Jahrhundert bestehende Vizegrafschaft Béziers unterstand im 10. Jahrhundert der Grafschaft Toulouse und im 11. und 12. Jahrhundert den Grafen bzw. Vizegrafen von Carcassonne. Vertreter der bedeutenden südwestfranzösischen Adelsfamilie der Trencavel waren im 12. Jahrhundert nicht nur die Vizegrafen (vicomtes) von Béziers und Carcassonne, sondern auch von Albi, Nîmes und Agde. Sie stellten sich unter den Schutz der Grafen von Barcelona bzw. der Krone von Aragon.

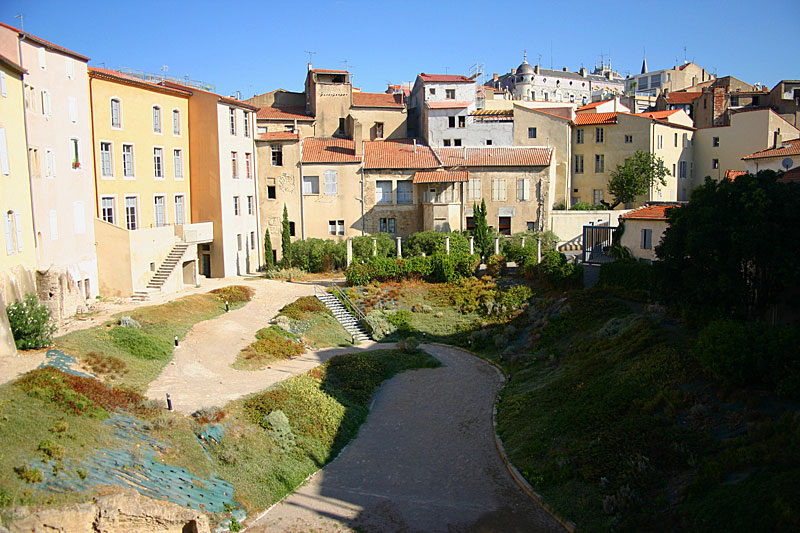
Alte Arena

Den Albigensern (Katharern) diente Béziers als eine ihrer Hochburgen. Im Jahr 1209 wurde die Stadt im Albigenserkreuzzug als erste der okzitanischen Städte von den Kreuzrittern erobert. Sie waren dem Aufruf von Papst Innozenz III. gefolgt, die von der katholischen Kirche als ketzerisch eingestuften Albigenser zu bekämpfen. Vom vierzigsten Tag seiner Kreuzzugsteilnahme sollte jedem ein vollkommener Sündenablass zuteilwerden. Der damalige Vicomte von Béziers, Raimund-Roger Trencavel, hatte sich in das besser befestigte Carcassonne zurückgezogen; viele Einwohner von Béziers fielen am 22. Juli 1209 einem Massaker zum Opfer, an das bis heute erinnert wird.

„Tötet sie [alle], Gott wird die Seinigen schon erkennen“

7.000 in die Magdalenenkirche geflüchtete Einwohner sollen mit dieser verbrannt und zahlreiche weitere niedergemetzelt, insgesamt 20.000 Menschen ermordet worden sein.
Durch den Frieden von 1229 fielen die Länder des Vizegrafen von Béziers, Carcassonne und Albi an die Krondomäne Frankreichs; dort verblieb Béziers fortan. Synoden wurden hier (außer der erwähnten von 356) in den Jahren 1233 und 1255 gegen die Albigenser sowie 1279, 1280, 1299 und 1351 in verschiedenen Streitigkeiten gehalten.

### Neuzeit

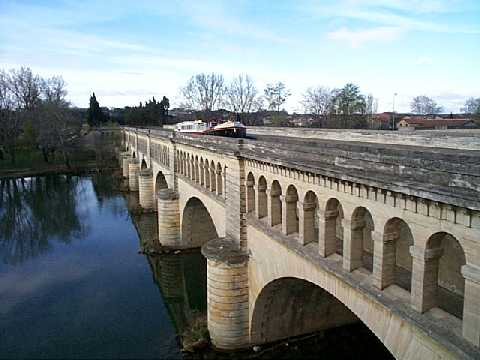
Kanalbrücke über den Orb

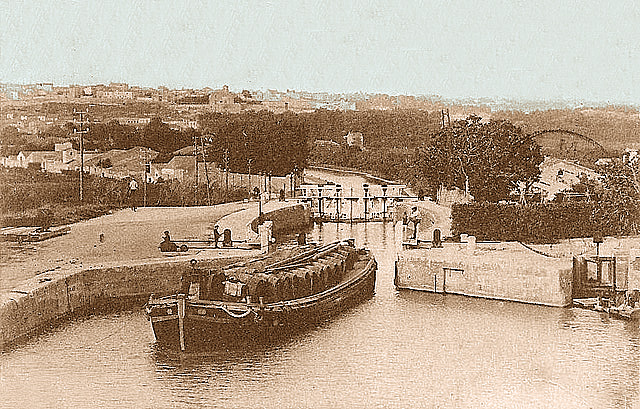
Weintransport auf dem Canal du Midi

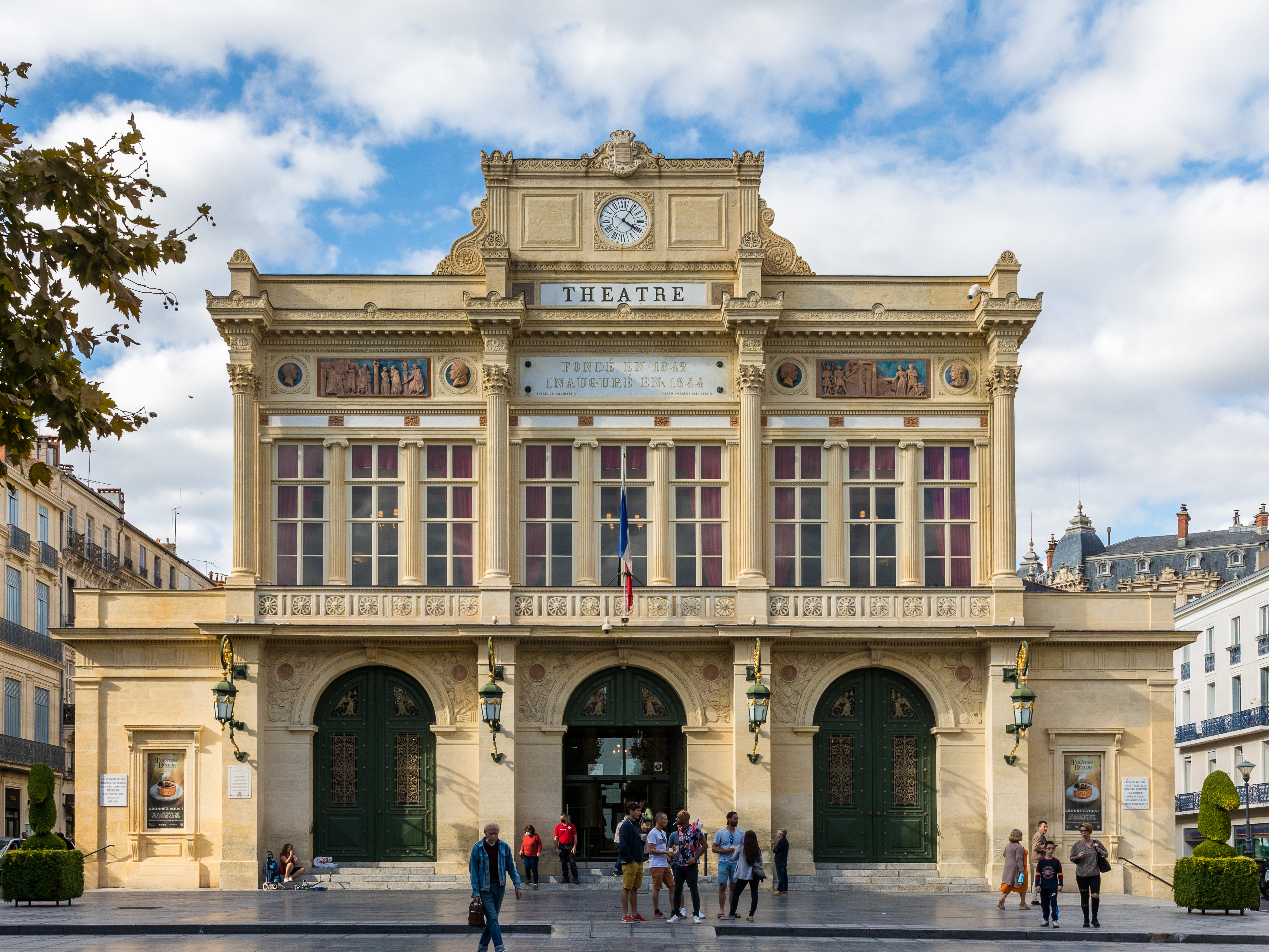
Theater

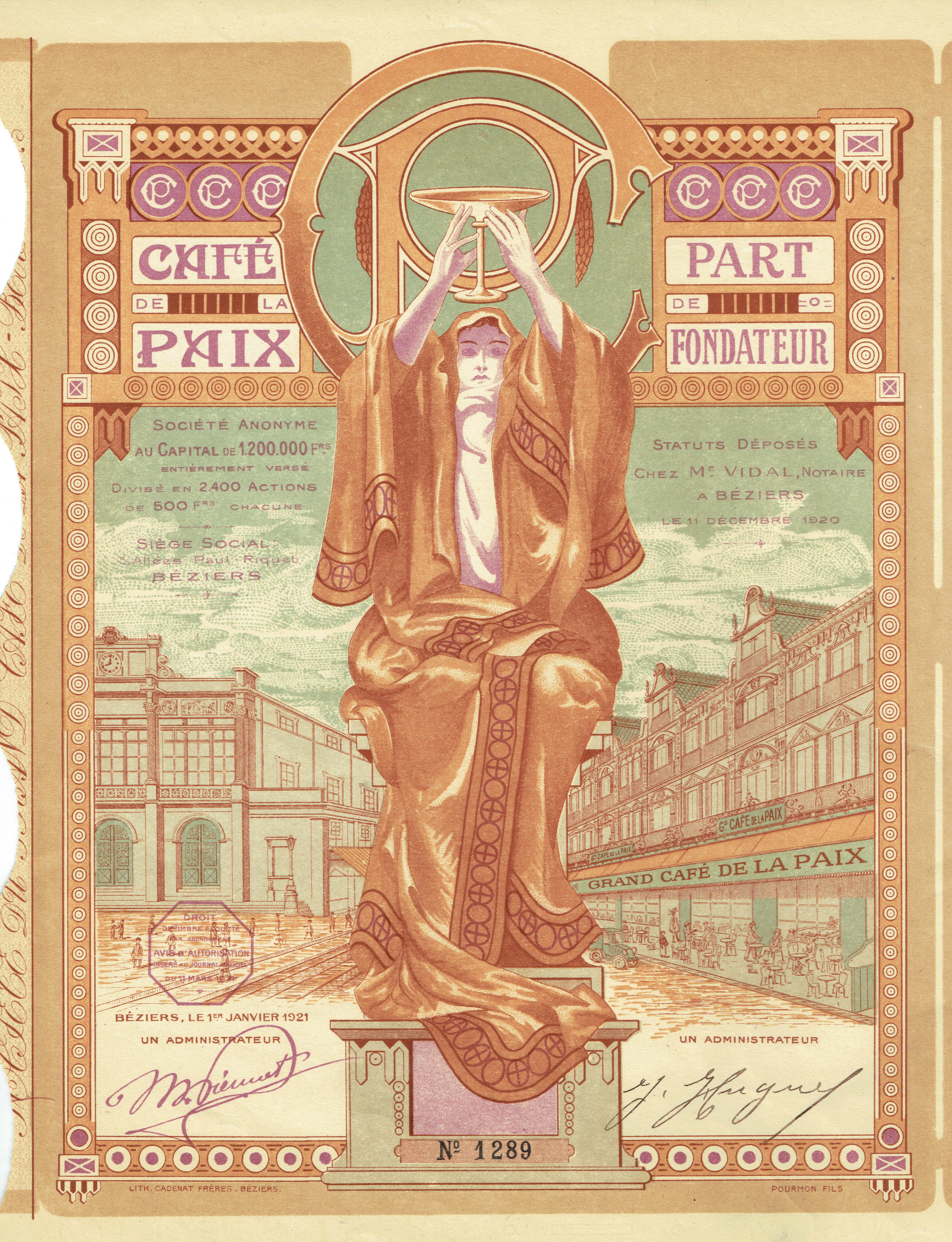
Wertpapier der Café de la Paix S. A. vom 1. Januar 1921 mit Darstellung des Theaters (links) und des Cafés (rechts)

Im 16. Jahrhundert war Béziers ein Hauptort der Hugenotten und litt schwer unter den Religionskriegen. Die Befestigungen der Stadt wurden 1632 nach dem Aufstand von Henri II. de Montmorency auf Befehl von Richelieu zerstört.
Die zweite Hälfte des 17. Jahrhunderts war durch den Bau des Canal du Midi geprägt. Die von Pierre-Paul Riquet geplante Wasserstraße verbindet das Mittelmeer mit dem Atlantischen Ozean und kreuzt unterhalb der Altstadt von Béziers auf einer Brücke den Fluss Orb. Unweit davon gewinnt der Kanal mittels der historischen Schleusentreppe von Fonserannes an Höhe. Zwar nutzte die Stadt die durch den Kanal eröffneten Möglichkeiten nur in bescheidenem Umfang, jedoch erlaubte er, über Sète und Bordeaux Destillationsprodukte aus dem örtlichen Weinbau zu exportieren. Damit wurde Béziers zu einem bedeutenden Umschlagplatz für weinhaltige Produkte.
Rund 20 % aller Gebäude der Stadt gehörten im 18. Jahrhundert zu einem der rund 15 örtlichen Klöster. Im Zuge der Französischen Revolution, die die ruhige Stadt kaum erschütterte, übernahm das Bürgertum die politische Macht und kaufte viele der zuvor kirchlichen Güter auf. Die Hoffnung der Stadtoberen, Béziers würde 1790 zum Sitz der Präfektur des Départements Hérault eroben, erfüllte sich nicht; on 1791 bis 1801 war Béziers noch vorübergehend nochmals Bischofssitz.
Im frühen 19. Jahrhundert begann man, Wein nicht nur an den Hängen des nahen Gebirges, sondern auch in der Ebene anzubauen. Mit der Erhöhung der Weinproduktion gingen die industrielle Entwicklung und ein wachsender Wohlstand der Stadt einher. Die Bevölkerung wuchs von 13.500 im Jahr 1816 auf 53.000 Einwohner im Jahr 1901 an. 1857 bekam Béziers einen Bahnhof an der Bahnstrecke Bordeaux–Sète unterhalb des auf einem Plateau gelegenen Altstadt; ab 1895 konnte Paris über die Bahnstrecke Béziers–Neussargues erreicht werden.
Zwischen 1815 und 1870 entwickelte sich Béziers zu einer republikanisch gesinnten Stadt. Der Staatsstreich Louis Napoléon Bonapartes stieß auf entschiedene Ablehnung, was die brutale Verfolgung von Republikanern mit Todesopfern am 4. Dezember 1851 sowie zwei Hinrichtungen nach sich zog. In der Folge wurde Béziers eine Hochburg des 1901 gegründeten Parti radical sowie der Freimaurerei.
1844 wurde das städtische Theater eröffnet, 1897 die neue Arena, die sowohl dem Stierkampf als auch Schauspiel- und Opernaufführungen dient. Von einigen Besuchern wurde Béziers daher als das französische Sevilla bzw. Bayreuth bezeichnet.

### 20. Jahrhundert

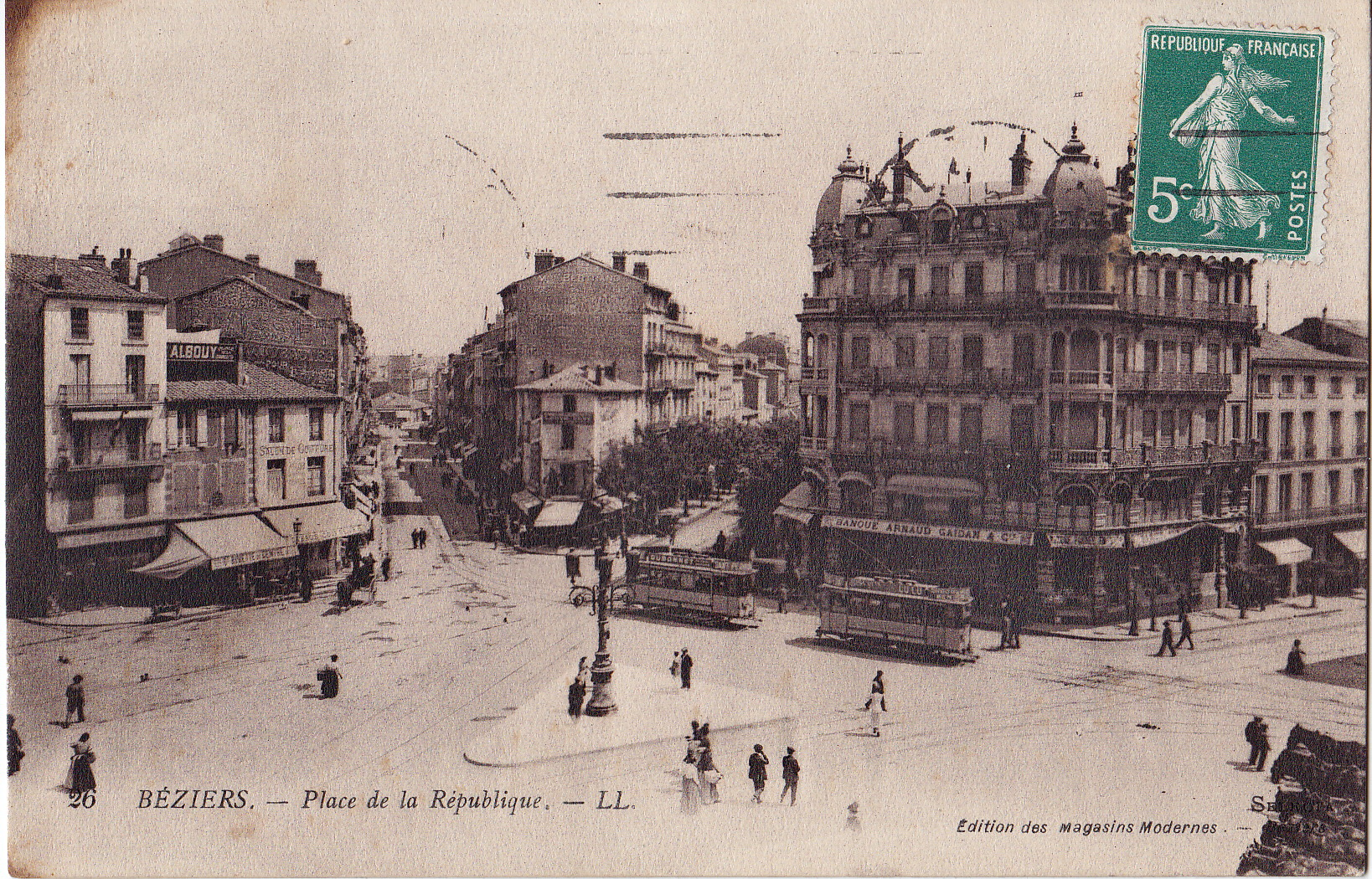
Place de la République (vor 1916)

1907 wurde das Languedoc von einer aus der Überproduktion von Wein resultierenden Krise erfasst. Am 12. Mai dieses Jahres demonstrierten 120.000 Menschen aus der ganzen Region in der Stadt, woraufhin im Juni das 17. Infanterieregiment aus Agde nach Béziers verlegt wurde. Vorübergehend schaffte im Ersten Weltkrieg der Bedarf an einfachem Wein für die Verpflegung der Soldaten Abhilfe. Ein kurzer wirtschaftlicher Aufschwung in den 1920er Jahren endete mit der 1929 beginnenden Weltwirtschaftskrise. Das folgende Jahrzehnt war von erneuten Absatzproblemen, alternden Produktionsstrukturen und einem Bevölkerungsrückgang geprägt.
1899 wurde in Béziers Jean Moulin geboren, der während der deutschen Besetzung Frankreichs im Zweiten Weltkrieg ein wichtiger Anführer der Résistance wurde. Der von den Deutschen verhaftete, schwer misshandelte und auf dem Weg in ein Konzentrationslager gestorbene Moulin gilt neben Paul Riquet, dem Erbauer des Canal du Midi, als einer der berühmtesten Söhne der Stadt.
In der Nachkriegszeit schwand die Bedeutung des Weinbaus zugunsten einer weiteren Industrialisierung. Zunächst der Bausektor, später auch mechanische und chemische Industrie übernahmen eine wichtige Rolle. Mittlerweile ist der Handel zum bedeutendsten Wirtschaftsfaktor avanciert; knapp 20 % der arbeitenden Bevölkerung sind im Dienstleistungsbereich (Krankenversorgung, Verwaltung etc.) tätig. Mit der Eröffnung des Institut universitaire de technologie (IUT) im Jahr 1992 und des Centre Du Guesclin der Universität Montpellier 1996 wurde Béziers zum Hochschulstandort.
Béziers war einer der Austragungsorte bei den Rugby-Weltmeisterschaften 1991 und 1999. Rugby gilt in der Region als beliebtester Volkssport.

## Politik

Sitzverteilung im Stadtrat nach der Kommunalwahl 2020

Bürgermeister der Stadt ist Robert Ménard, der 2014 mit der Unterstützung der rechtsextremen Partei Front National den seit 1995 amtierenden Raymond Couderc von der konservativen UMP ablöste. Bei der Kommunalwahl des Jahres 2020 wurde Ménard mit 68,74 % in seinem Amt bestätigt. Im Stadtrat verfügt Ménards rechtes Wahlbündnis Choisir Béziers nach der Kommunalwahl 2020 über 44 von 49 Sitzen. Ménard ließ 2020 nach dem islamistisch motivierten Mord an dem Lehrer Samuel Paty, der Mohammed-Karikaturen im Unterricht gezeigt hatte, die entsprechenden Karikaturen auf Litfaßsäulen im Stadtgebiet anbringen.

## Wirtschaft
Der Weinbau und der Branntweinhandel gelten als die wichtigsten traditionellen Erwerbszweige. Zahlreiche mittelständische Unternehmen haben sich seit der Mitte des 20. Jahrhunderts in den Außenbezirken der Stadt angesiedelt.

## Verkehr

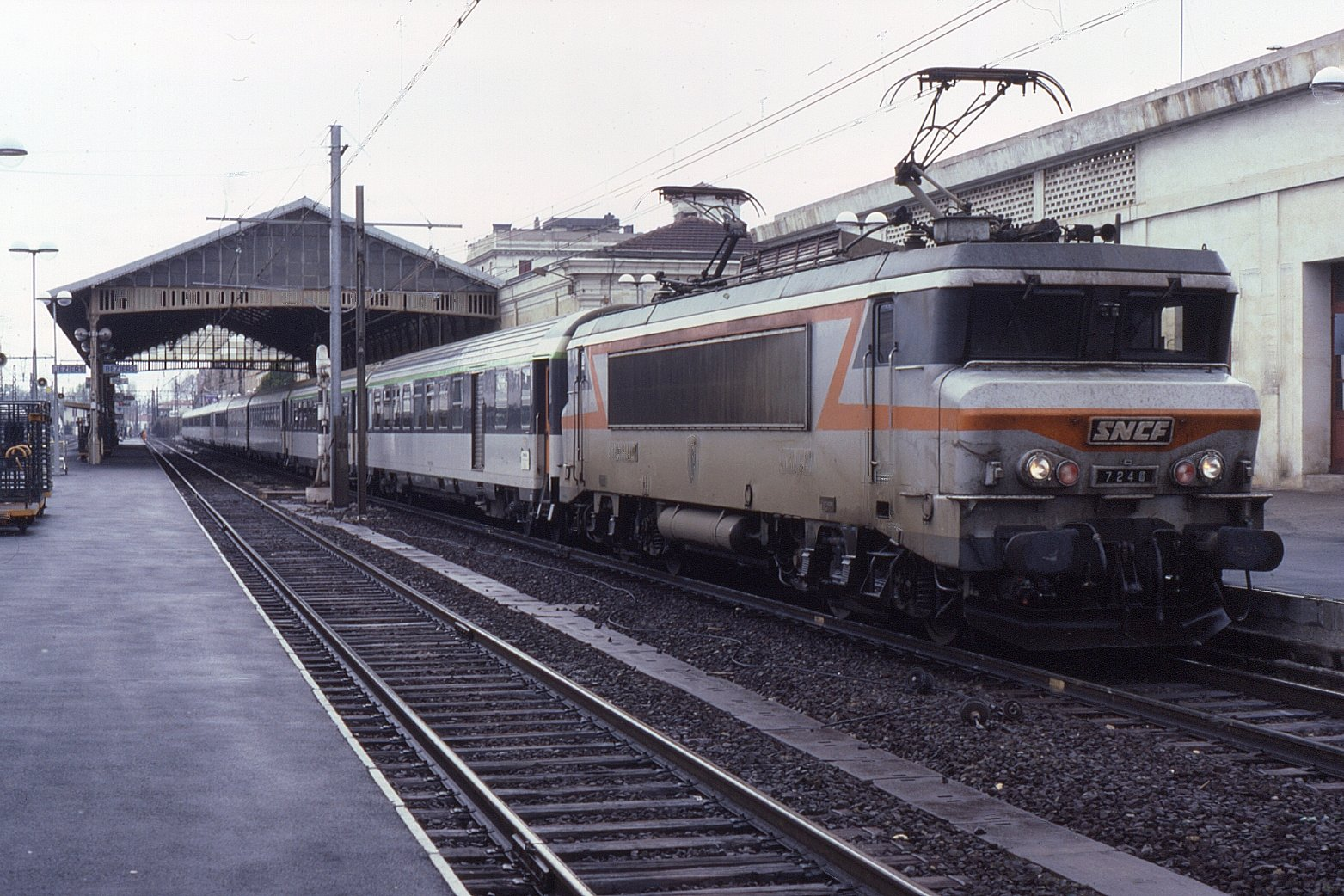
Bahnhof Béziers (1987)

Béziers ist ein wichtiger Verkehrsknotenpunkt. Neben den Wasserwegen Orb und Canal du Midi kreuzen sich in der Stadt die Straßen RN 112 (von Castres nach Agde), RN 113 (von Narbonne nach Pézenas), D 11 (in Richtung Capestang und Carcassonne) und D 909 (in Richtung Bédarieux) sowie die Autobahnen A 9 und A 75 (siehe auch Liste der Autobahnen in Frankreich).
Der Bahnhof liegt an der Eisenbahnstrecke von Avignon über Sète, Agde, Béziers, Narbonne nach Perpignan mit Abzweig von Narbonne, Richtung Carcassonne nach Toulouse und weiter nach Bordeaux (siehe Bahnstrecke Bordeaux–Sète) und wird im Fern- und Regionalverkehr durch TGV-, Ouigo-, Intercité- und TER-Züge bedient. In Béziers zweigt zudem die Bahnstrecke Béziers–Neussargues in nördlicher Richtung nach Clermont-Ferrand ab, die früher eine direkte Anbindung bis an Paris bot; zurzeit ist die Verbindung an wechselnden Stellen uznterbrochen und wird dort teilweise von Bussen übernommen. Mit der geplanten Neubaustrecke Montpellier–Perpignan soll östlich von Béziers ein neuer Bahnhof für den TGV-Verkehr entstehen, dessen Inbetriebnahme für 2045 geplant ist.
Der Flughafen Béziers wurde in den Jahren 2006/2007 ausgebaut.
Von 1901 bis 1948 hatte die Stadt eine meterspurige Straßenbahn. Knotenpunkt der fünf Stadtlinien und der Überlandlinie nach Valras war die Place de la République.

## Sehenswürdigkeiten
- Allée Paul-Riquet, das Zentrum der Stadt
- Kirche Saint-Aphrodise (11. bis 15. Jahrhundert)
- Hôtel de Ville (Rathaus, 18. Jahrhundert)
- ehemalige Kathedrale Saint-Nazaire (13. bis 14. und 18. Jahrhundert) mit dem Musée Lapidaire (alte Grabsteine und Kapitelle)
- Kirche Saint-Jacques (12. Jahrhundert)
- Kirche Sainte-Madeleine (begonnen Ende des 11. Jahrhunderts, im 18. Jahrhundert restauriert)
- Musée des Beaux-Arts de Béziers (Gemälde)
- Musée Taurin (Museum für Kultur und Geschichte des Stierkampfs)
- Pont Vieux (Alte Brücke, 12. Jahrhundert, Umbauten im 14. bis 16. Jahrhundert)
- Kanalbrücke Béziers (1857)
- Schleusentreppe Fonserannes (18. Jahrhundert)
- Wasserkeilhebewerk Fonserannes

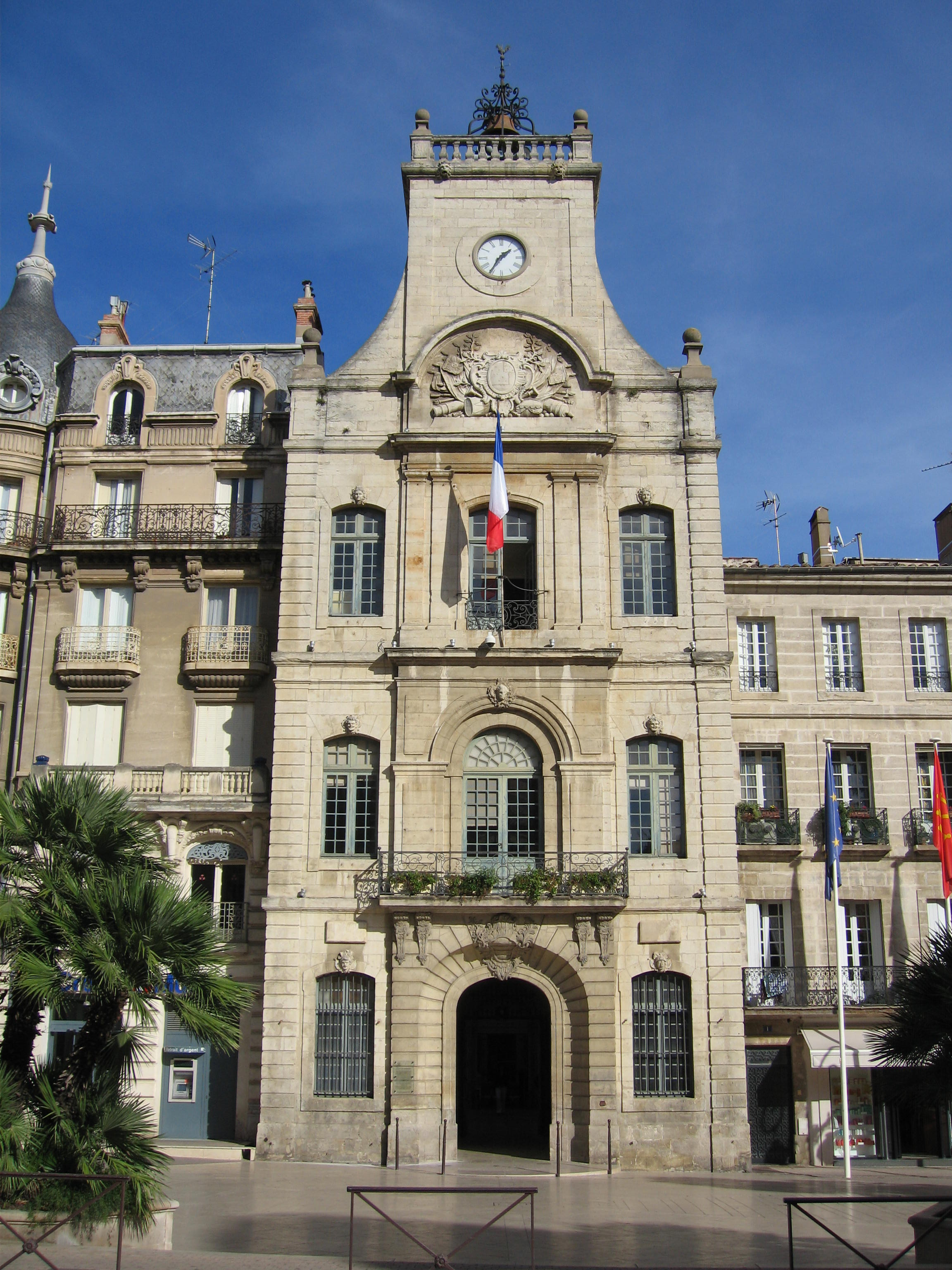
Rathaus
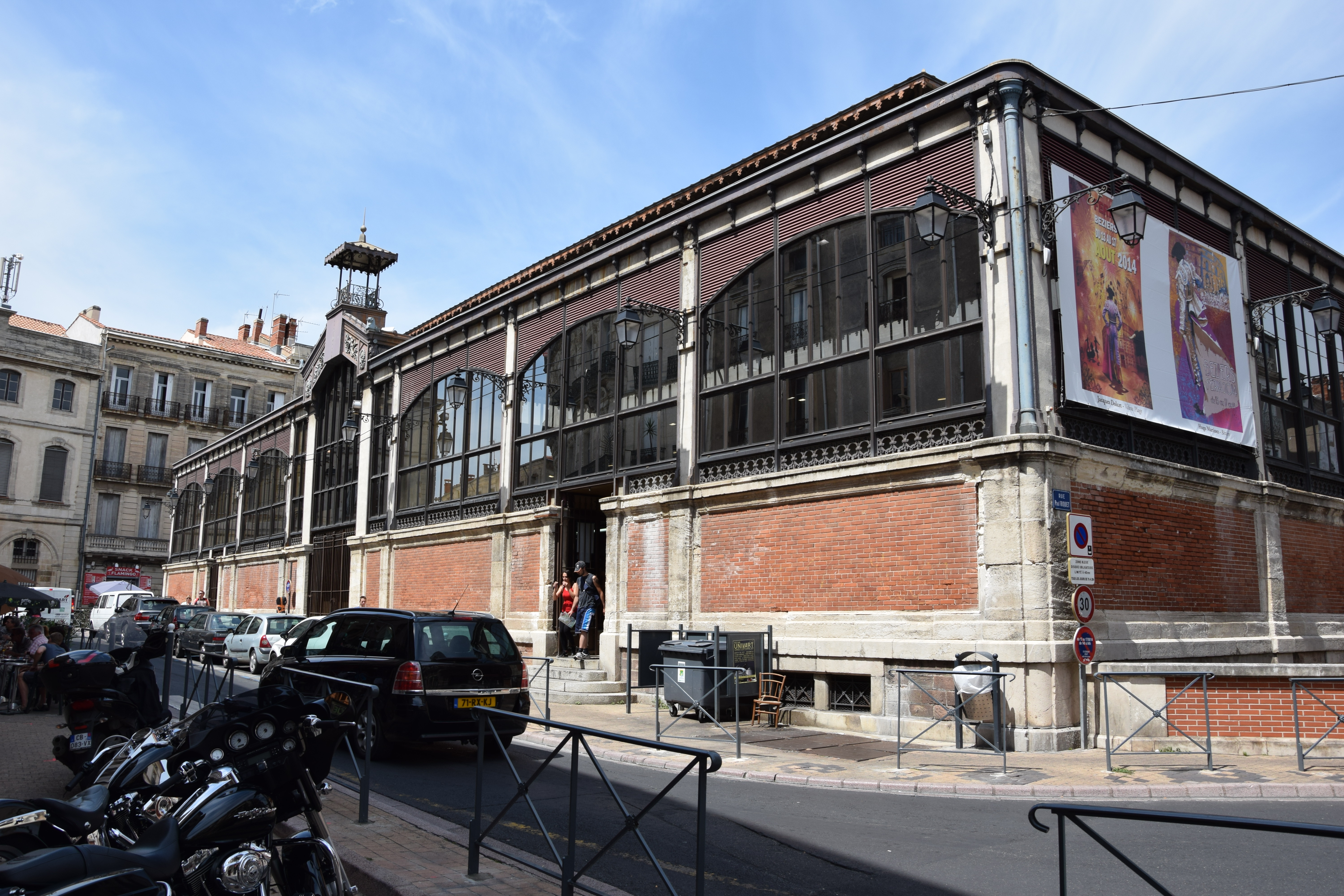
Markthalle aus dem Jahr 1891
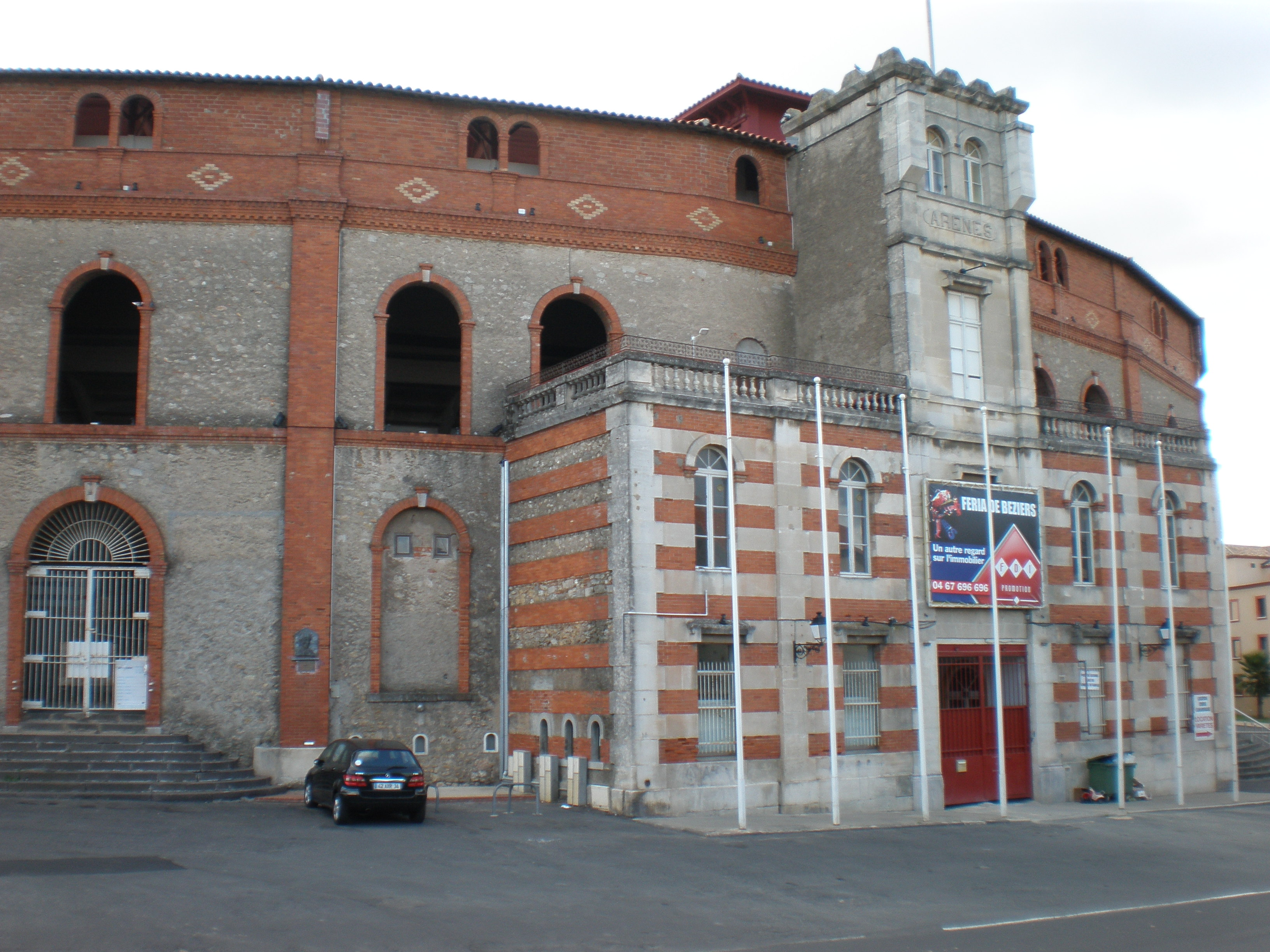
Neue Arena
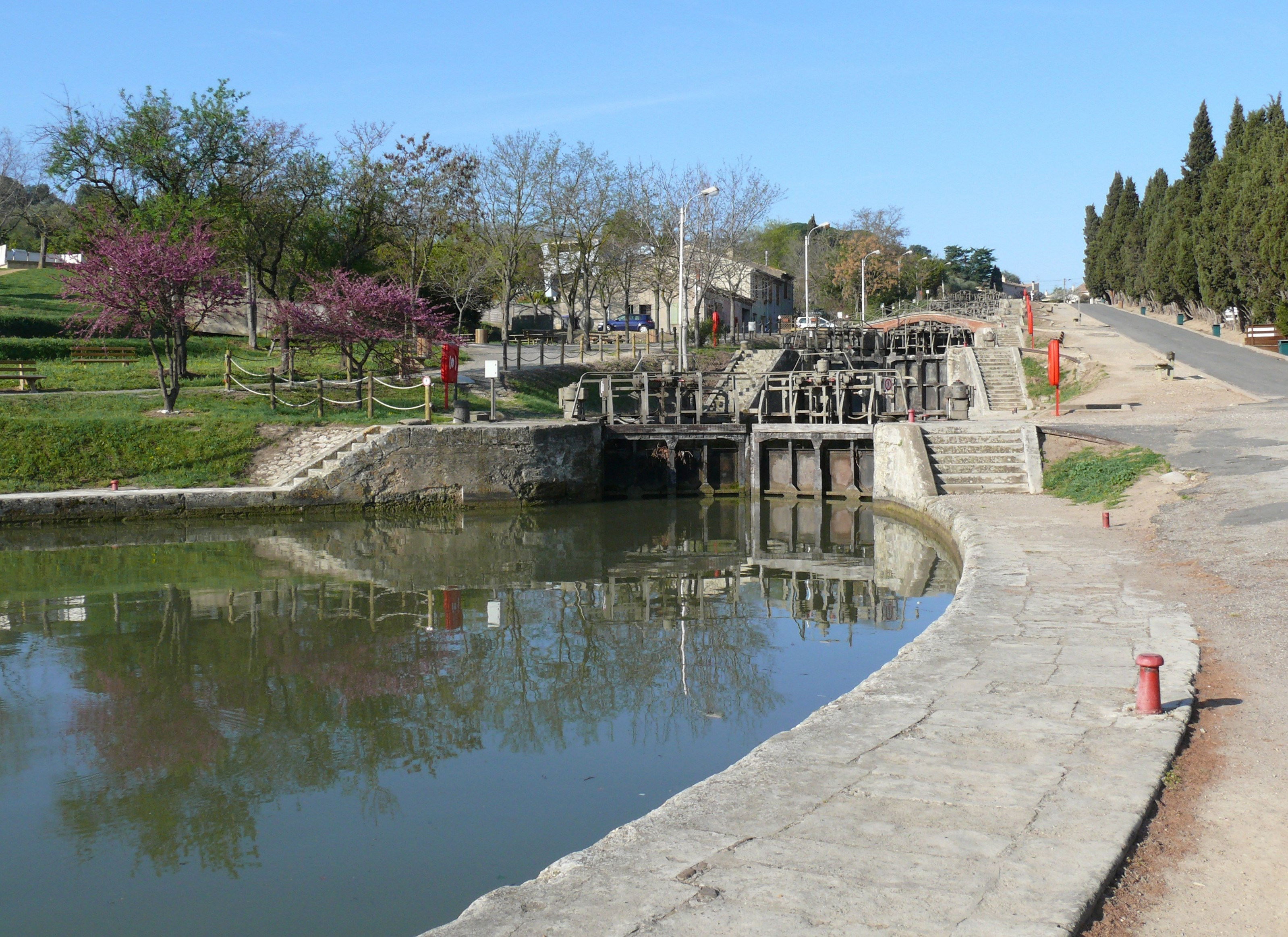
Schleusentreppe Fonserannes
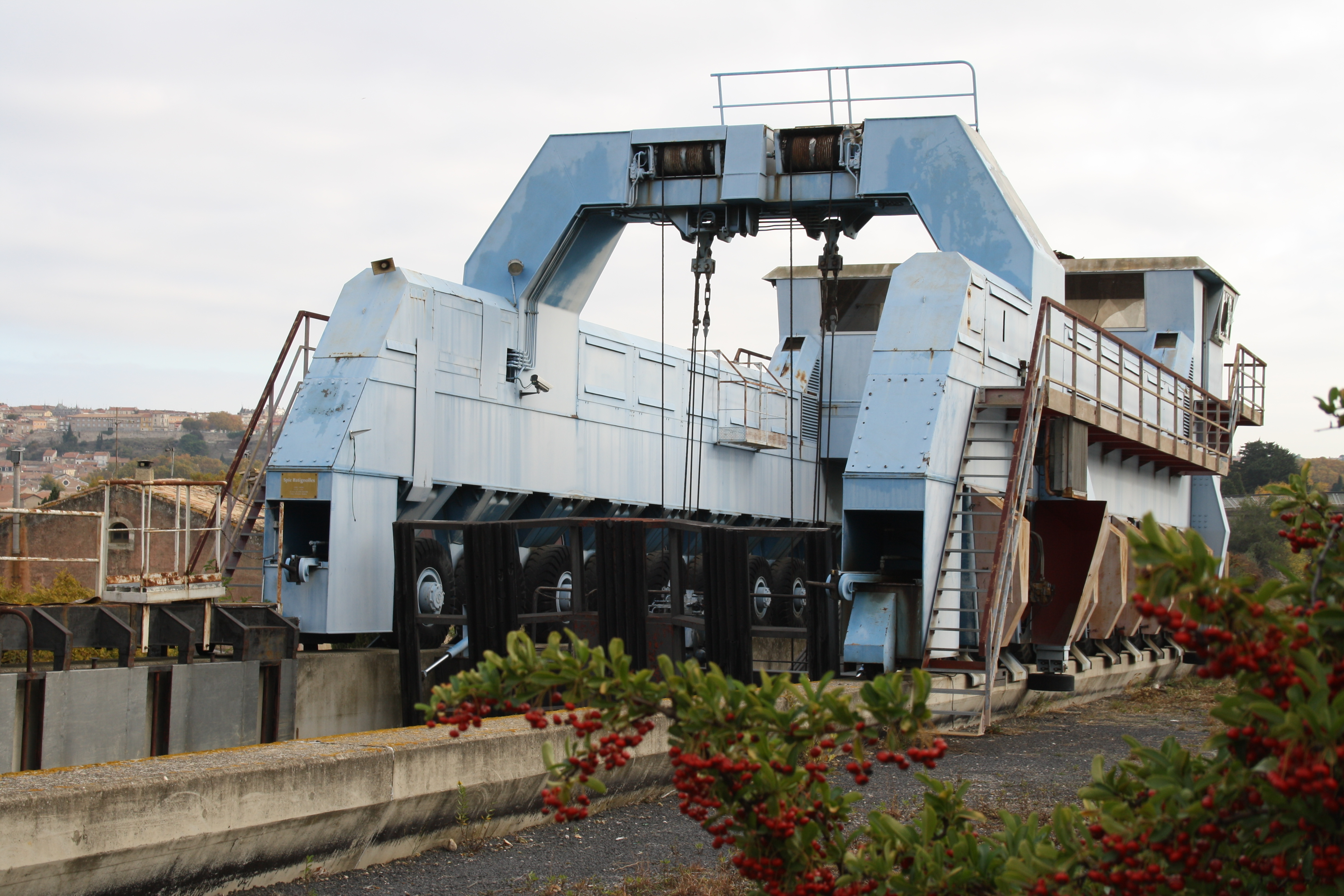
Hebefahrzeug des Wasserkeilhebewerks

## Partnerstädte
- seit 1965: Heilbronn (Deutschland)
- seit 1972: Stockport (England)
- seit 1982: Stawropol (Russland)
- seit 1993: Chiclana de la Frontera (Spanien)

## Medien
Béziers war Drehort des Films Ein schönes Mädchen wie ich (Une belle fille comme moi) von François Truffaut (1972).

## Söhne und Töchter der Stadt

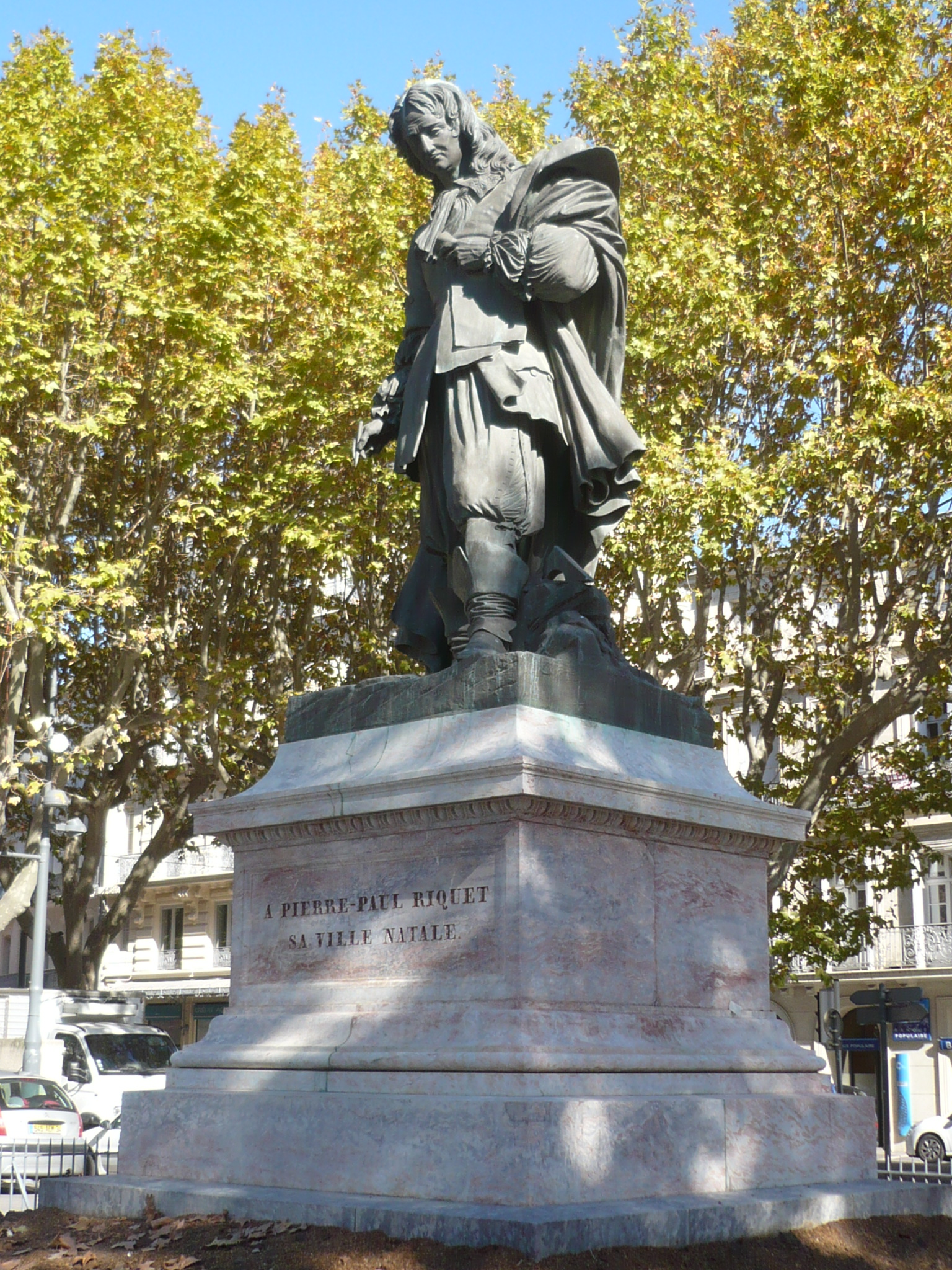
Denkmal für Pierre-Paul Riquet in der Allée Paul-Riquet

- Jedaja Bedersi (≈ 1270–1340), hebräischer Dichter und Philosoph
- Pierre Forcadel (≈1500–1572/73), Mathematiker
- Étienne Forcadel (vor 1520–1578), Jurist und Dichter
- Pierre-Paul Riquet (1609–1680), Ingenieur, der für die Fertigstellung des Canal du Midi verantwortlich war
- Jacques Esprit (1611–1677), Literat und Moralist
- Jean-Baptiste de Rocoles (1620–1696), Historiker
- Paul Pellisson (1624–1693), Literat
- Jean Barbeyrac (1674–1744), französisch-schweizerischer Jurist und Rechtshistoriker
- Jean Jacques d’Ortous de Mairan (1678–1771), Geophysiker
- Madame Gourdan (1725/1727–1783), Bordellbetreiberin
- Jean-Henri-Nicolas Bouillet (1729–1790), Arzt, Enzyklopädist und Bürgermeister von Béziers
- Pierre Granié (1755–1819), Jurist und Historiker
- Pierre Gaveaux (1760–1825), Sänger und Komponist
- Jean Pons Viennet (1777–1868), Soldat, Politiker und Schriftsteller
- Jacques Azaïs (1778–1856), Dichter
- Joseph-Bernard Rosier (1804–1880), Dramatiker, Vaudevillist und Librettist
- Gabriel Azaïs (1805–1888), Okzitanist und Lexikograf
- Édouard Barbey (1831–1905), Politiker
- Ernest Constans (1833–1913), Staatsmann
- Jean-Antoine Injalbert (1845–1933), Bildhauer
- Joseph-Noël Sylvestre (1847–1926), Historien-, Genre- und Porträtmaler
- Auguste Donny (* 1851), Segler
- Henri Delcellier (1872–1967), französisch-kanadischer Klarinettist, Geiger, Chorleiter und Dirigent
- Henri Fescourt (1880–1966), Filmregisseur
- Jean Mondielli (1882–1955), Säbelfechter
- Yves Nat (1890–1956), Pianist und Komponist
- Aimé Larguier (1895–1938), Politiker
- Jean Moulin (1899–1943), Leiter der französischen Résistance während des Zweiten Weltkriegs
- Vincent Badie (1902–1989), Politiker und Widerstandskämpfer
- Fernand Niel (1903–1985), Schriftsteller
- François Hüe (1905–1972), Ornithologe und Naturschützer
- Edgar Faure (1908–1988), Politiker
- Maurice Daumas (1910–1984), Wissenschaftshistoriker
- André Lluis (1910–?), Jazzmusiker
- Paul Crauchet (1920–2012), Schauspieler
- Gabriel Bacquier (1924–2020), Opernsänger (Bariton)
- Georges Noël (1924–2010), Maler
- Guy Cabanel (* 1926), Schriftsteller des Surrealismus
- Bernard Pons (1926–2022), Politiker (UDR, RPR)
- René Vignal (1926–2016), Fußballspieler
- Christian Metz (1931–1993), Filmtheoretiker und Semiotiker
- Jean-Pierre Escalettes (* 1935), Fußballfunktionär
- Jean-Charles Balty (* 1936), französisch-belgischer Klassischer Archäologe und Althistoriker
- Marie Rouanet (* 1936), Schriftstellerin
- Róza Berger-Fiedler (* 1940), Regisseurin und Produzentin
- Gérard Coliche (* 1940), katholischer Geistlicher, emeritierter Weihbischof in Lille
- Pierre Barthès (* 1941), Tennisspieler
- Thierry Aubin (1942–2009), Mathematiker
- Jean-Pierre Carayon (1943–2018), Fußballspieler und Fußballtrainer
- Claude Debru (* 1944), Wissenschaftshistoriker und Philosoph
- Jean Bernard Pommier (* 1944), Pianist
- Max Cabanes (* 1947), Comiczeichner
- Bernadette Bensaude-Vincent (* 1949), Wissenschaftshistorikerin und -philosophin
- Marie-Arlette Carlotti (* 1952), Politikerin (PS)
- Bernard Minier (* 1960), Kriminalschriftsteller
- Alain Portes (* 1961), Handballspieler und -trainer
- Irène Tolleret (* 1967), Winzerin und Politikerin
- Caroline Vignal (* 1970), Drehbuchautorin und Filmregisseurin
- Julien Rodriguez (* 1978), Fußballspieler
- Rudy Riou (* 1980), Fußballtorwart
- Jérémy Barès (* 1983), Gitarrist
- Jérémy Clément (* 1984), Fußballspieler
- Aurélie Kamga (* 1985), Sprinterin
- Marianne Crebassa (* 1986), Opernsängerin (Mezzosopran)
- Richard Gasquet (* 1986), Tennisspieler
- Samuel Honrubia (* 1986), Handballspieler
- Alexandra Rosenfeld (* 1986), Schönheitskönigin (Miss Europe 2006)
- Thomas Heurtel (* 1989), Basketballspieler
- Jim Pla (* 1992), Automobilrennfahrer
- Victor Koretzky (* 1994), Radrennfahrer
- Guillaume Cros (* 1995), Fußballspieler
- Enzo Guibbert (* 1995), Automobilrennfahrer
- Amine Adli (* 2000), Fußballspieler
- Marley Aké (* 2001), französisch-ivorischer Fußballspieler
- Laury Perez (* 2003), BMX-Freestyle-Fahrerin

Siehe auch:
- Aphrodisius von Béziers, erster Bischof von Béziers